# Ghassaniden

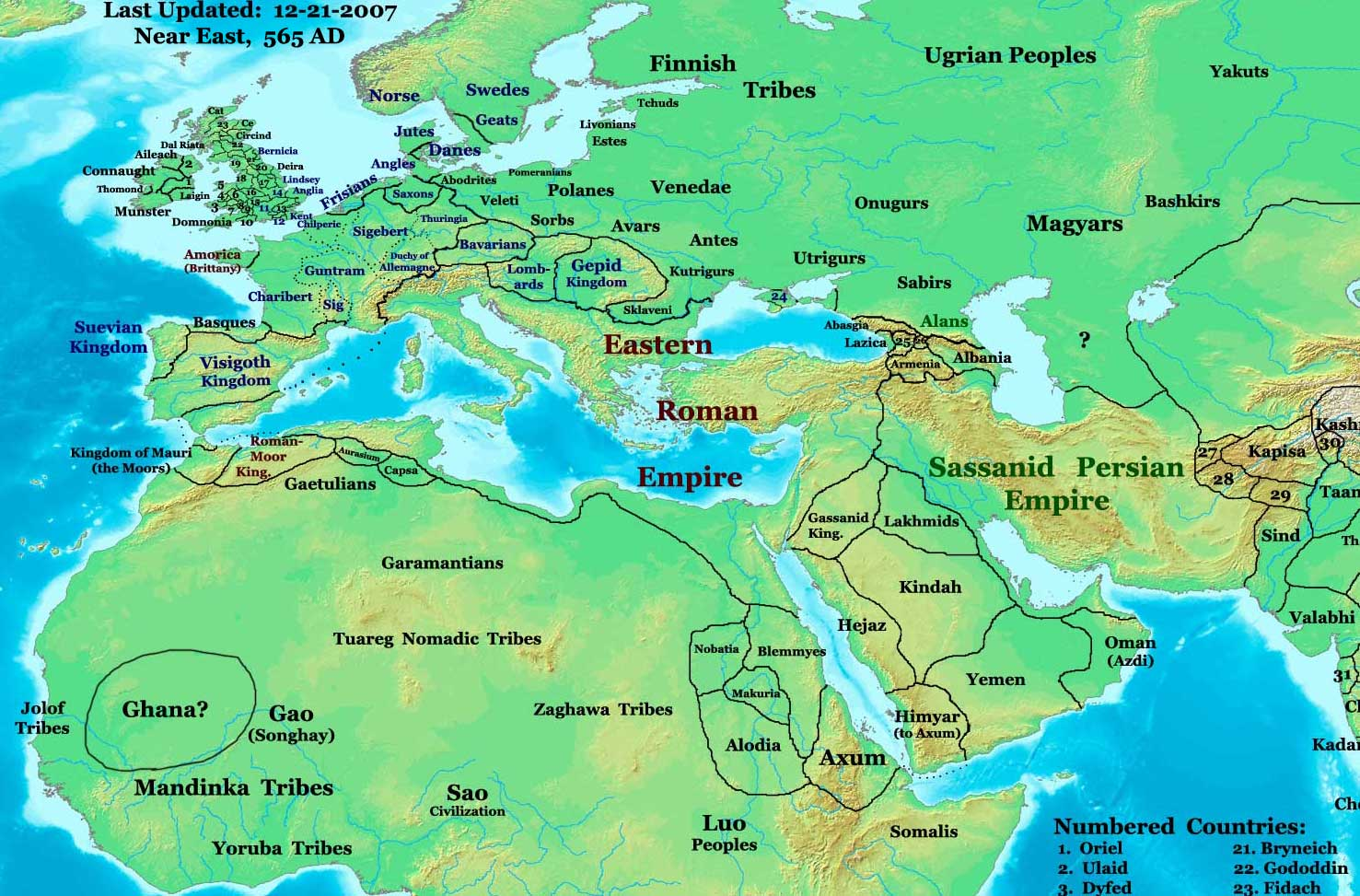
Midden-Oosten in 565

De Ghassaniden waren een Arabische christelijk-monofysitische dynastie die van het einde van de 4e eeuw tot ca. 600 over de halfnomadische Arabieren van Zuid-Syrië, Jordanië en noordelijk Saoedi-Arabië heerste en vanaf keizer Anastasius (491–518) tot Mauricius (582–602) als vazallen van het Byzantijnse rijk een buffergebied vormden tegen de Perzen en hun Arabische ongekerstende tegenstanders, de Lakhmiden van Hira, vazallen van de Sassaniden. Zij moesten de heilige plaatsen van Palestina beschermen tegen invallen vanuit de Arabische woestijn. Hun voornaamste rol speelden de Ghassaniden in de 6e eeuw met als grootste vertegenwoordigers Al-Harith ibn Djabala (= Arethas) en diens zoon Al-Moendhir III (= Alamundarus). Beiden bleken niet volledig betrouwbare militaire bondgenoten te zijn, terwijl Moendhir zich tevens halsstarrig verzette tegen alle pogingen van Justinianus’ opvolgers om het monofysitisme te beteugelen. Beiden stierven dan ook in Byzantijnse gevangenschap. Moendhirs zoon An-No’ man onderging eenzelfde lot, zodat in 584 het phylarchaat uiteenviel en de dynastie kort daarna verdween.  De verdwijning van de bufferstaten der Ghassaniden en Lakhmiden kort voor het optreden van de profeet Mohammed (†632) heeft vermoedelijk de weerstandskracht van het Byzantijnse rijk en het Perzische rijk tegen de islamitische verovering aanmerkelijk verzwakt. 
In de islamitisch-Arabische overlevering is de herinnering aan de Ghassaniden en Lakhmiden levend gebleven.  Aan de hoven van deze koningen leefden Oud-Arabische dichters, die hun roem hebben verkondigd. 